# Международный институт вакцин при ООН
Международный институт вакцин (International Vaccine Institute) — международная организация, занимающаяся борьбой с вирусными заболеваниями.

## История
Международный институт вакцин создан в результате соглашения об учреждении международного института вакцин в 1995 году.

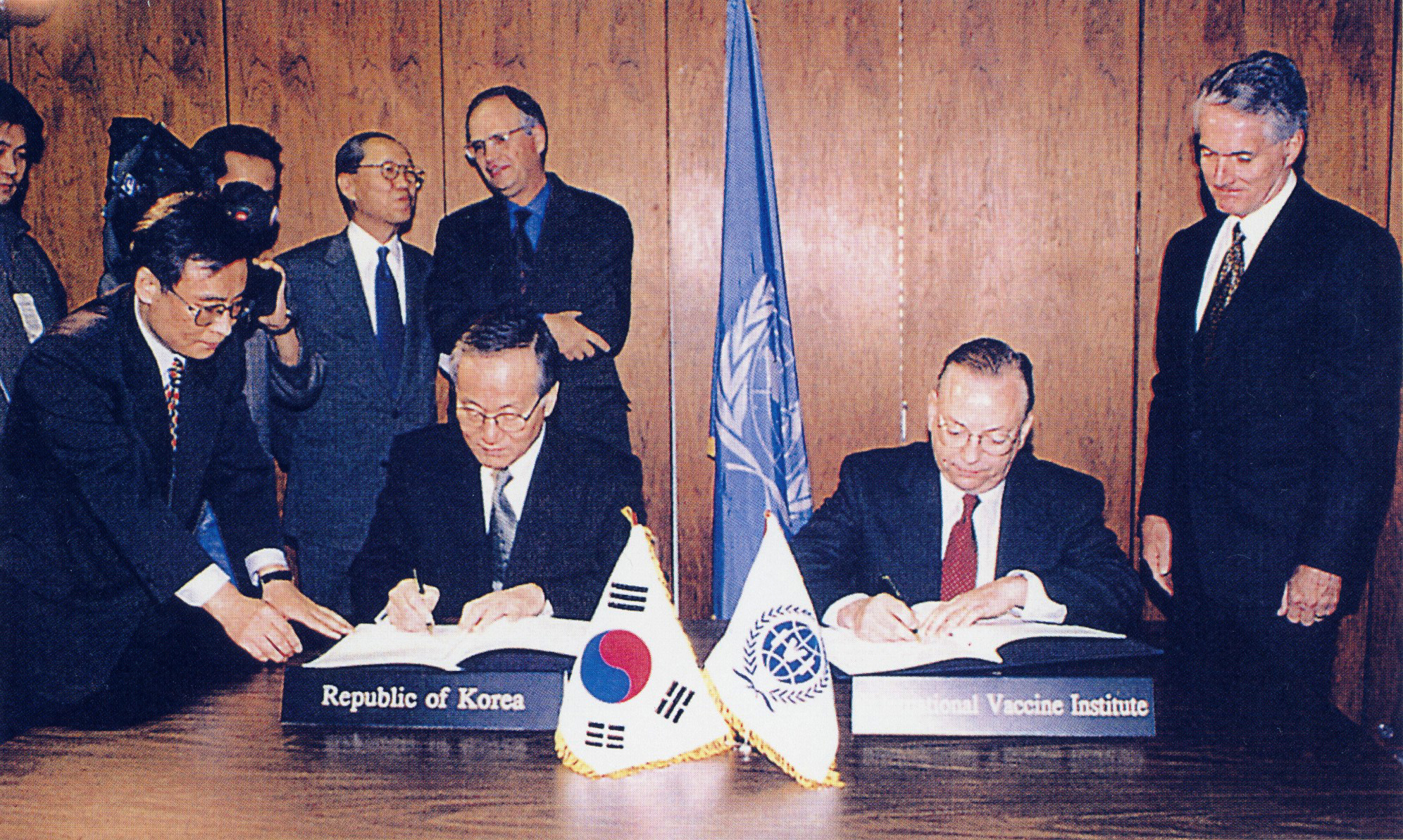
Подписание соглашения об учреждении IVI

10 сентября 2001 года был создан создан сайт международного института вакцин.
В 2000—2006 разрабатывал вакцины против брюшного тифа, холеры и шигеллеза. Основным спонсором был Фонд Билла и Мелинды Гейтс. Также разрабатывал вакцины против ротавирусной диареи и лихорадки денге.
В 2020 году разрабатывает вакцину против COVID19 INO4800.

## Расположение
Штаб-квартира Международного института вакцин находится в городе Сеул, недалеко от парка Наксондэ.

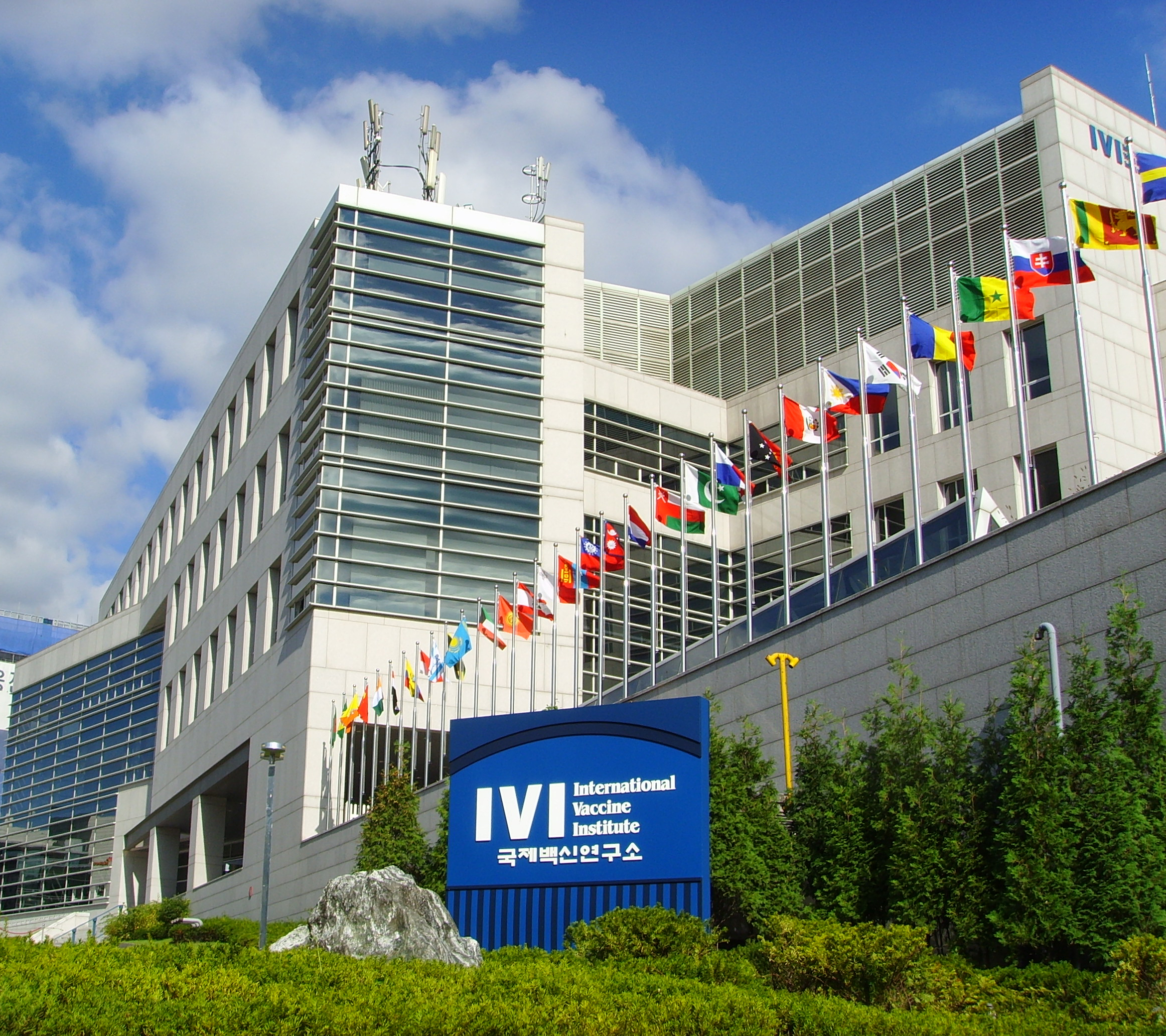
Штаб-квартира IVI

## Руководство
- Рагнар Норби — председатель совета директоров.
- Михаил Олегович Фаворов — заместитель директора по науке.

## Участвующие государства
Бангладеш, Бутан, Бразилия, Китай, Эквадор, Египет, Индия, Индонезия, Израиль, Ямайка, Казахстан, Киргизстан, Ливан, Либерия, Мальта, Монголия, Мьянма, Непал, Нидерланды, Оман, Пакистан, Панама, Папуа, Перу, Филиппины, Корея, Румыния, Сенегал, Шри-Ланка, Швеция и ВОЗ.